# Kolp
El Kolp - (rus) Колпь - és un riu de Rússia, passa per les províncies de Vólogda i de Leningrad, i és un afluent per la dreta del riu Suda.
Té una llargària de 254 km i una conca de 3.730 km². Una de les ciutats més grans per on passa el Kolp és Babàievo (a l'óblast de Vólogda).